# Mafalda de Pulla-Calàbria
Mafalda de Pulla-Calàbria (Salern, Sicília, 1060 - Girona, 1111), també coneguda com a Mahalta, Mahalda, Mahaut, Mata i Mathilde, fou comtessa consort de Barcelona (1078-1082) i vescomtessa consort de Narbona (1082-1106).

## Antecedents familiars
Mafalda era filla de Robert d'Hauteville, duc de Calàbria, amb la seva segona muller, Sikelgaita de Salern, que era filla de Guaimar IV de Salern, i germana de Roger II de Sicília, hereu del ducat de Calàbria.

## Núpcies i descendents
El 1077 es casà amb el comte de Barcelona, Ramon Berenguer II, Cap d'Estopa, amb el qual tingué:
- la infanta Almodis de Barcelona (1078-v1140), casada després de 1140 amb Bernat Amat, vescomte de Cardona
- la infanta Mafalda de Barcelona, casada amb Arnau Guillem, vescomte de Fenollet
- l'infant Ramon Berenguer III (1082-1131), comte de Barcelona

Sembla que aquest matrimoni va ser arranjat pel papa Gregori VII, que buscava aliances entre els prínceps normands per preparar la guerra contra l'emperador Enric IV.

## Viduïtat
L'any 1081, juntament amb el seu marit, va fer una donació de 2.000 mancusos a la catedral de Barcelona per construir-hi un retaule de plata. L'1 de novembre de 1082, Mafalda va donar a llum un fill, el futur Ramon Berenguer III, mentre era al Rasès amb la seva cosina Mahalda de Roerga.
Pocs dies després, el 5 de desembre de 1082, el comte de Barcelona i marit de Mafalda, Ramon Berenguer II, va ser assassinat, quan anava a Girona, per un grup d'homes en un bosc de Gualba, a la partida anomenada la Perxa de l'Astor, i el seu cos fou llençat al gorg del Comte. Les sospites sobre l'inspirador del magnicidi van recaure immediatament en el seu germà bessó, Berenguer Ramon II, amb qui compartia el govern del comtat de Barcelona.
La mort del Cap d'Estopes va deixar en una situació molt precària Mafalda i el seu fill, ja que aquest últim no podia heretar el comtat fins després de la mort del seu oncle (convertit ara en governant únic del comtat). No obstant això, va tenir el suport i la protecció del poderós llinatge dels Montcada.
Cap al 1086, Mafalda es casà amb Eimeric I de Narbona, vescomte de Narbona. D'aquest matrimoni en van néixer sis fills, però només van sobreviure quatre, entre ells Guiscard, Bernat Ramon, el futur vescomte Eimeric II, hereu del vescomtat de Narbona, i Berengar de Narbona, arquebisbe de Narbona (1156-1162).
Va enviduar de nou el 1106, després de la qual cosa va tornar a Barcelona, quan ja era comte el seu fill, Ramon Berenguer III. Sembla que va morir al monestir de Sant Daniel de Girona l'any 1111, i va ser enterrada a la catedral de Girona, al costat del seu primer espòs.
El 1385, l'escultor Guillem Morei, per ordre del comte rei Pere el Cerimoniós, va construir un nou sepulcre d'alabastre, que va ser col·locat al mur sud de la catedral, on les seves restes reposen actualment.